# Хотяновка
Хотя́новка (укр. Хотянівка) — село, входит в Вышгородский район Киевской области Украины.
Население по переписи 2001 года составляло 807 человек. Почтовый индекс — 07363. Телефонный код — 4596.

## Местный совет
Хотяновка — административный центр Хотяновского сельского совета.
Адрес местного совета: Киевская область, Вышгородский район, с. Хотяновка, ул. Деснянская, 9.

## Археология
В сентябре 1967 года при раскопках праславянского могильника у села Хотяновка недалеко от впадения Десны в Днепр был обнаружен долблёный чёлн, затопленный и занесённый песком у правого берега реки, длиной 8,24 м. Похожие узкие челны (обтекаемые раннесредневековые однодеревки) найдены в великоморавском Микульчицком городище в Чехии (Археопарк Микульчице) — один фрагментированный чёлн и два целых (длиной 8,33 и 9,8 м).